# Ignition
Ignition — перегонова відеогра, видана в 1997 році компанією Virgin Interactive і розроблена Unique Development Studios. У 2017 році випущена в Steam та GOG видавцем Interplay. Перегони здійснюються на мініатюрних машинках, що робить Ignition схожою на Death Rally та Micro Machines.

## Особливості гри
Існують версії для MS-DOS та Windows. У версії для MS-DOS немає MIP-текстурування.
У грі застосовуються такі спецефекти, як сліди коліс, дим, спалахи, вогонь та дощ. Ignition може відтворювати звукові компакт-диски під час перегонів та роботи в меню. Керування в грі може здійснюватися за допомогою клавіатури, джойстика або комп'ютерного керма. Підтримується багатокористувацький режим гри: на одному комп'ютері з розділеним екраном і в локальній мережі.
Гру перекладено англійською, іспанською, італійською та шведською мовами.

## Ігровий процес
У грі можна змагатися на 11 унікальних автомобілях та інших засобах пересування на 7 трасах. Є 4 режими гри: «Чемпіонат» (Championship), «Одиночні перегони» (Single Race), «Випробування на час» (Time Trial) і «Переслідування» (Pursue Mode).

### Режими гри
- В режимі «Чемпіонат» гравець має проїхати від 5 до 7 трас, на кожній по 3 кола, та заробити більше очок. Гравець переходить на наступну трасу, якщо приходить принаймні третім. Якщо після всіх трас у гравця найбільше очок, то він переходить на наступний рівень складності. У грі 4 рівні складності: новачок (5 трас), аматор (6 трас), фахівець (7 трас) та дзеркальний (7 відбитих зліва направо трас).
- «Одиночні перегони» — звичайні перегони на будь-якій трасі з 5 суперниками.
- У режимі «Випробування на час» гравець намагається побити найкращі результати кола та траси. Якщо гравець проїде трасу хоча б один раз, то в наступних перегонах він змагатиметься із самим собою лише у вигляді т. з. «привида» (англ. ghost). При цьому привид не заважає гравцеві, його не можна збити. Заїзди найкращих привидів зберігаються у файл, окремий для кожної траси і цими файлами можна обмінюватися з друзями.
- У режимі переслідування гравець, який проїхав коло останнім, програє. Це відбувається доти, доки не буде визначено переможця.

У всіх режимах на кожній трасі є «живі» перешкоди, наприклад поїзди або трактори, які можуть підірвати машину гравця (після чого вона відновиться) і спричинити витрату часу, необхідного, щоб обігнати супротивників. Також у кожній трасі найкращі результати часу проходження кола чи траси зберігаються.
У будь-якому режимі можна грати в режимі багатокористувацької гри.

### Засоби пересування
Засоби пересування в грі:
- Coop (Mini Cooper)
- Evac (зелений джип-евакуатор)
- Enforcer (поліцейський автомобіль Нью-Йорка)
- Redneck (Ford Mustang)
- School Bus (шкільний автобус)
- Bug (Volkswagen Käfer)
- Smoke (вантажівка)
- Banana (жовтий Porsche 911)
- Monster (монстр-трак[en])
- Vegas (Dodge Viper)
- Ignition

Останні чотири автомобілі стають доступними після проходження відповідного рівня складності.
Кожен автомобіль має 4 характеристики: прискорення, турбо, швидкість і зчеплення. «Evac» має найнижчі характеристики, тоді як «Ignition» — найвищі.

### Траси
- Moosejaw Falls (Канада)
- Gold Rush (США)
- Snake Island (Карибські острови)
- Lost Ruins (Бразилія)
- Yodel Peaks (Австрія)
- Cape Thor (Ісландія, доступна після проходження на рівні новачка)
- Tokyo Bullet (Японія, доступна після проходження на рівні аматора)